# Ben Wilkins
Pour les articles homonymes, voir Wilkins.
Ben Wilkins est un mixeur et un monteur son disposant de la double nationalité britannique et américaine.

## Biographie
Depuis la fin des années 1980, Ben Wilkins a travaillé pour The Tape Gallery, Reelsound, Danetracks, Todd-AO, Sony Pictures Entertainment, Warner Bros., CSS Studios et Technicolor.
Il est membre de l'Academy of Motion Picture Arts and Sciences, de la British Academy of Film and Television Arts et de Motion Picture Sound Editors.

## Filmographie (sélection)

### Cinéma
- 1992 : Candyman de Bernard Rose
- 1994 : Stargate, la porte des étoiles (Stargate) de Roland Emmerich
- 1995 : Candyman 2 de Bill Condon
- 1996 : Au revoir à jamais (The Long Kiss Goodnight) de Renny Harlin
- 1996 : Twister de Jan de Bont
- 1996 : Mémoires suspectes (Unforgettable) de John Dahl
- 1997 : Le Veilleur de nuit (Nightwatch) d'Ole Bornedal
- 2003 : Le Dernier Samouraï (The Last Samurai) d'Edward Zwick
- 2003 : Terminator 3 : Le Soulèvement des machines (Terminator 3: Rise of the Machines) de Jonathan Mostow
- 2003 : 2 Fast 2 Furious de John Singleton
- 2004 : Alamo (The Alamo) de John Lee Hancock
- 2005 : Cry Wolf de Jeff Wadlow
- 2009 : Star Trek de J. J. Abrams
- 2009 : Le Psy d'Hollywood (Shrink) de Jonas Pate
- 2010 : Une famille très moderne (The Switch) de Josh Gordon et Will Speck (en)
- 2010 : Robin des Bois (Robin Hood) de Ridley Scott
- 2011 : Au pays du sang et du miel (In the Land of Blood and Honey) d'Angelina Jolie
- 2011 : Source Code de Duncan Jones
- 2011 : Sortilège (Beastly) de Daniel Barnz
- 2012 : L'Aube rouge (Red Dawn) de Dan Bradley (en)
- 2012 : American Pie 4 (American Reunion) de Jon Hurwitz et Hayden Schlossberg
- 2014 : Whiplash de Damien Chazelle

### Télévision
- 2006 : Big Love (12 épisodes)
- 2006 : Les Soprano (12 épisodes)

## Distinctions

### Récompenses
- Oscars 2015 : Oscar du meilleur mixage de son pour Whiplash
- BAFTA 2015 : British Academy Film Award du meilleur son pour Whiplash